# Shawne Fielding
Shawne Fielding, född 27 juni 1969 i El Paso, Texas, USA, är en amerikansk-schweizisk skådespelerska och modell som har synts i både amerikanska, tyska och schweiziska tv-serier och filmer. Fielding har också varit gift med Thomas Borer, före detta schweiziska ambassadören i Tyskland, samt den amerikanska miljardären Charles Addison Williams från Sammons Enterprises.

## Tidig karriär
Fielding studerade på Southern Methodist University i Dallas där hon tog examen med en Bachelor of Arts in Advertising och en Minor i psykologi. Hon var också Miss Dallas USA och kom på en 6:e plats i Miss Texas USA och Mrs Dallas America. Fielding vann Mrs. Texas America och kom också på en 3:e plats i Mrs. America.

## Liv och karriär
Trots att hon föddes i Texas, USA, blev Shawne Fielding starkt integrerad i det schweiziska samhället och har introducerats i Carnival of Basel.
Den 12 augusti 2001, vid Marche-Concours i Saignelegier, närvarade hon som officiell ambassadör för den schweiziska nationella utställningen, presenterades hon av Jurassic Béliers för Unspunnenstein, som blev stulen av Belierna 1984 från museet i Jungfrau-regionen i Interlaken. Fielding mottog Unspunnenstein, en stor sten av schweizisk historisk betydelse som användes i Unspunnenfest och som ledde till det slutliga bildandet av Schweiz 26 kantoner.
Dessutom visas Shawne Fieldings porträtt och kläder på National History Museum, Berlin, Swiss National Museum och på Audrey Hepburn Museum.

## Äktenskapet med Borer
1999 gifte sig Fielding för andra gången och var gift med Thomas Borer från 1999 till 2014. Paret fick mycket medieuppmärksamhet i Tyskland och Schweiz och Fielding var fortsatt i media långt efter "Borer Affair". Hennes fotografier, till exempel "Cowgirl från Alperna", "Askepott" och "Gunslinger" i tidskriften Max, ledde 2001 till diplomatiska komplikationer, vilket ledde till att Thomas Borers ambassadörskap blev hotat. Efter en ursäkt från Fielding lades affären emellertid på hyllan. Fielding orsakade också en sensation när hon vidtog rättsliga åtgärder mot ett fotomontage som visade henne lättklädd och "topplös", vilket till och med uppmärksammades vid en presskonferens i Vita huset. Hon vann sin rättegång emot publiceringen i Berlin-domstolen och domstolen förbjöd ytterligare tryckning av de kontroversiella fotona 2001.
Under Borer-affären, där tidningen Sonntagsblick tillskrev hennes dåvarande make en sexuell affär med den Berlin-baserade Djamila Rowe, stod hon vid sin makes sida. Därefter fick hon ett missfall 2002 och förlorade deras barn. Den schweiziska regeringen kallade tillbaka ambassadören i Tyskland till Bern eftersom intrycket var att han inte längre kunde fullgöra sina uppgifter som filanderande mediespektakel. Han blev därför kallad till Bern för att bli huvudansvarig ambassadör för flyktingläger. Borer undgick den förestående återkallelsen genom sin egen avgång.
Borer och Fielding lämnade in ett skadeståndskrav genom USA:s rättssystem mot förlagshuset Ringier, som blev tvungna att be om ursäkt offentligt och betala ett skadestånd som rapporterats vara miljoner schweiziska franc.

## Äktenskapet med Schöpf
Sedan 2014 har Fielding bott med sin nya partner Patrick Schöpf, en tidigare professionell ishockeymålvakt. De två bor tillsammans i Immensee, kantonen Schwyz. År 2018 deltog hon och hennes partner i RTL-showen The Summerhouse of the Stars - Battle of the Celebrity Couples (på tyska: Das Sommerhaus der Stars - Kampf der Promipaare) och kom på 2:a plats. De syns ofta tillsammans i både tyska och schweiziska medier.

## Hemvist
Shawne Fielding har bott i och designat, restaurerat och/eller dekorerat interiören i följande historiska bostäder:
- Schweiziska ambassaden i Berlin (Greek revival)[56][57][58]
- UNESCO:s världsarv Kampffmeyer Potsdam i Tyskland (barock och rokoko)[59][60][61]
- Texas Residence (Mission Revival)[62][63][64]
- The Shawne Villa, Thalwil, Schweiz (jugendstil)[65][66][67]

## Filantropi
Shawne Fielding är också involverad i filantropi och välgörenhetsarbete. Hon är för närvarande ordförande för Swiss Foundation Kids with a Cause Europe. Hon var ambassadör för SOSbarnbyar, Ambassadör för den schweiziska expo.02 och hedersdirektör för UNICEF Tyskland för specialprojekt. Hon har stöttat hbt-samhället sedan början av 1990-talet som styrelseledamot för Aids Arms i Dallas, Texas, USA, som hedersordförande för DIFFA och som ambassadör för AIDS Hilfe Schweiz.

## Filmografi
Filmografi:
- Dr. T & the Women
- It's in the Water
- American Ninja Warrior
- Nachtcafé
- Taff
- Wetten, dass...?